# Eftimie Croitoru
Eftimie Croitoru (n. 16 august 1914, Sfințești, Teleorman, România – d. 17 noiembrie 1944, Tiszalök, Szabolcs-Szatmár-Bereg, Ungaria) a fost un soldat român, căzut eroic în luptele din cel de-al Doilea Război Mondial în apărarea unui pod peste râul Tisa.

## Biografie
S-a născut ca primul copil din opt al soților Zaharia și Lisaveta Croitoru din comuna Sfințești. La primărie a fost declarat cu numele de Marin, dar notarul a tot amânat scrierea documentului. Când s-a apucat să-l caligrafieze, notarul a uitat cum îl cheamă pe copil, văzând pe stradă pe cineva cunoscut pe care-l chema Eftimie a rebotezat astfel copilul.
După ce s-a căsătorit a primit ca zestre de la soția sa zece pogoane de pământ. A fost încorporat pe 1 martie 1936, odată cu contigentul lui aflat la centrul de recrutare de la Turnu Măgurele, pentru satisfacerea stagiului militar în cadrul Regimentului de pontonieri din Brăila. Se afla mobilizat în Compania 18 pontonieri din Alba Iulia (aflată sub comanda locotenentului Radu Ilie) în vara anului 1944, când a avut loc întoarcerea armelor împotriva Germaniei.
A luat parte la luptele din zona Iernut-Cipău (22-26 septembrie 1944) și de la Ocna Mureșului (5 octombrie 1944), apoi a trecut împreună cu unitatea sa în Ungaria pentru urmărirea inamicului.

## Actul de eroism
La începutul lunii noiembrie 1944 trupele române au construit un pod de pontoane peste Tisa, în apropierea localității Tiszalök. Condițiile de lucru erau foarte grele: apele erau umflate și creșteau permanent, iar deplasarea militarilor era grea atât din cauza curentului puternic al râului, cât și al malurilor pline de nămol. Lucrările de construcție au început în ziua de 16 noiembrie 1944 și s-au terminat în dimineața zilei următoare, când podul a fost dat în funcțiune și au început să circule pe el coloane militare ce se îndreptau spre vest. Trupele inamice germane, aflate pe malul drept la câțiva kilometri în amonte, au dezlănțuit un foc de artilerie împotriva podului, dar compania de pontonieri l-a apărat cu dârzenie, iar apoi a lansat pe apă bușteni și plute din rădăcini. O plută mare din bușteni a fost trasă la mal cu greutate prin intervenția câtorva zeci de militari. În cursul aceleiași zi inamicul a încercat să arunce podul în aer prin lansarea în apă de mine plutitoare. Ostașii Regimentului 15 infanterie aflați la câteva sute de metri în amonte de pod au pescuit în dimineața zilei de 17 noiembrie 1944 câteva plute ce conțineau mine. Distrugerea podului ar fi creat o situație grea trupelor române și sovietice care luptau în acea zonă, tăind legătura cu sursele de aprovizionare și cu trupele care putea să le vină în ajutor.
Apropiindu-se seara au fost instalate posturi de observație și protecție pe malurile Tisei, iar pe pod și la capetele acestuia au fost dispuși ostași pontonieri ce aveau misiunea de a dirija cu căngile printre pontoane corpurile plutitoare care veneau pe râu. În noaptea de 17 noiembrie 1944, pe o ploaie deasă, amestecată cu zăpadă, soldații Eftimie Croitoru și Gheorghe Stan se aflau în serviciul de pază. În jurul orei 21 grupele de pontonieri aflate în amonte au observat primele mine, iar ostașii aflați în bărci au prins și adus la mal câteva mine, în timp ce altele au fost purtate de curent la mal. Una dintre mine a scăpat și a continuat să se îndrepte către pod, în strigătele disperate a câtorva zeci de militari. Atunci când mina s-a apropiat la circa 10 metri de pod, soldații Eftimie Croitoru și Gheorghe Stan au sărit pe pontonul către care se îndrepta mina și, conștienți de pericol, au lovit-o cu cangea și i-au declanșat explozia. Suflul exploziei l-a aruncat pe Eftimie Croitoru pe pod, făcându-l să se lovească puternic în cădere cu capul de parapet, în timp ce Gheorghe Stan a căzut rănit pe fundul pontonului. Podul, care era singura cale de comunicație a Corpului 6 armată, a fost salvat, dar explozia minei a cauzat moartea soldatului Croitoru și rănirea gravă a soldatului Stan.
Explozia a avariat câteva pontoane, care au fost înlocuite cu repeziciune. Trupul soldatului erou Eftimie Croitoru a fost înmormântat în cimitirul din Tiszalök, pontonierii scriindu-i pe mormânt: „Eroul soldat Croitoru Efimie, salvatorul podului de pe Tisa”.

## Citarea pe ordinul de zi și decorarea lui
Actul de eroism al soldaților Eftimie Croitoru și Gheorghe Stan a fost citat pe ordinul de zi al Armatei a 4-a române „pentru vitejia de înaltă conștiință de luptător, pentru exemplu de jertfă supremă pe altarul patriei”, fiind evidențiat, de asemenea, de generalul Filip Feodosievici Jmacenko, comandantul Armatei a 40-a sovietice.
Buletinul informativ nr. 31 din 26 noiembrie 1944, organ de presă al Armatei 4 române, a menționat astfel actul de eroism al soldaților Croitoru și Stan: „Să ne distingem astfel cum s-au distins pionierii plini de curaj Stan Gheorghe și Croitoru Eftimie, care au distrus o mină plutitoare, salvând astfel podul de la o distrugere sigură. Să înscriem în cartea de aur a țării noastre pagini noi de glorie”.
Eftimie Croitoru a fost decorat post-mortem cu medalia „Virtutea militară” clasa a II-a. În propunerea de decorare, făcută de comandantul trupelor de geniu ale Armatei a 4-a române, scrie:
Pentru patriotismul și spiritul de sacrificiu cu care în seara zilei de 17 noiembrie 1944, fiind în garda de întreținere a podului peste Tisa, la Tiszalök, a oprit o mină de curent lansată pe apă de inamic, lovind-o, conștient de pericol, cu cangea peste catarg, producând explozia înainte de a atinge podul și salvând astfel podul, singura arteră de comunicație a Corpului 6 armată la sud de Tisa. Explozia minei i-a provocat moartea.
Ulterior, printr-un decret al Marii Adunări Naționale soldatul Eftimie Croitoru a fost desemnat „erou pe veci” al unei unității sale, care începând de atunci i-a purtat numele.

## In memoriam
În memoria actului de eroism al soldatului Eftimie Croitoru a fost înălțat un obelisc de marmură în curtea unui regiment de pontonieri „Neștearsă va rămîne în amintirea poporului român eroica faptă a eroului de la Tiszalok, soldatul pontonier Eftimie Croitoru”. În 1972 a fost dezvelit bustul din marmură al acestui soldat creat de către sculptorul Marius Butunoiu. Bustul a devenit emblemă a unității militare 01750 din Turnu Măgurele.
O stradă din sectorul 6 al Bucureștilor (aflată la nord de Bulevardul Iuliu Maniu) a fost denumită Str. Cap. Eftimie Z. Croitoru. La fel, o stradă din cetatea de la Alba Iulia a primit numele acestui erou.